# Östra Rödsjön
Östra Rödsjön är en sjö i Härjedalens kommun i Härjedalen och ingår i Göta älvs huvudavrinningsområde. Sjön har en area på 1,5 kvadratkilometer och ligger 774,3 meter över havet. Östra Rödsjön ligger i Rogen Natura 2000-område.

## Delavrinningsområde
Östra Rödsjön ingår i det delavrinningsområde (692246-132198) som SMHI kallar för Utloppet av Östra Rödsjön. Medelhöjden är 793 meter över havet och ytan är 6,25 kvadratkilometer. Räknas de 5 avrinningsområdena uppströms in blir den ackumulerade arean 30,15 kvadratkilometer. Vattendraget som avvattnar avrinningsområdet har biflödesordning 2, vilket innebär att vattnet flödar genom totalt 2 vattendrag innan det når havet efter 719 kilometer. Avrinningsområdet består mestadels av skog (73 procent). Avrinningsområdet har 1,6 kvadratkilometer vattenytor vilket ger det en sjöprocent på 25,5 procent.